# Dareizé
Dareizé korábbi község (település) Franciaországban, Rhône megyében. 2019. január 1-jén Pontcharra-sur-Turdine, Les Olmes és Saint-Loup községgel egyesült és az így létrejött Vindry-sur-Turdine új község része lett.
Lakosainak száma 550 fő (2018. január 1.). Dareizé Saint-Clément-sur-Valsonne, Saint-Loup és Saint-Vérand községekkel határos.

## Népesség
A település népességének változása:
| Lakosok száma | 455  | 508  | 544  | 545  | 550  |
|               | 2013 | 2015 | 2016 | 2017 | 2018 |